# Karl-Schmidt-Straße 3

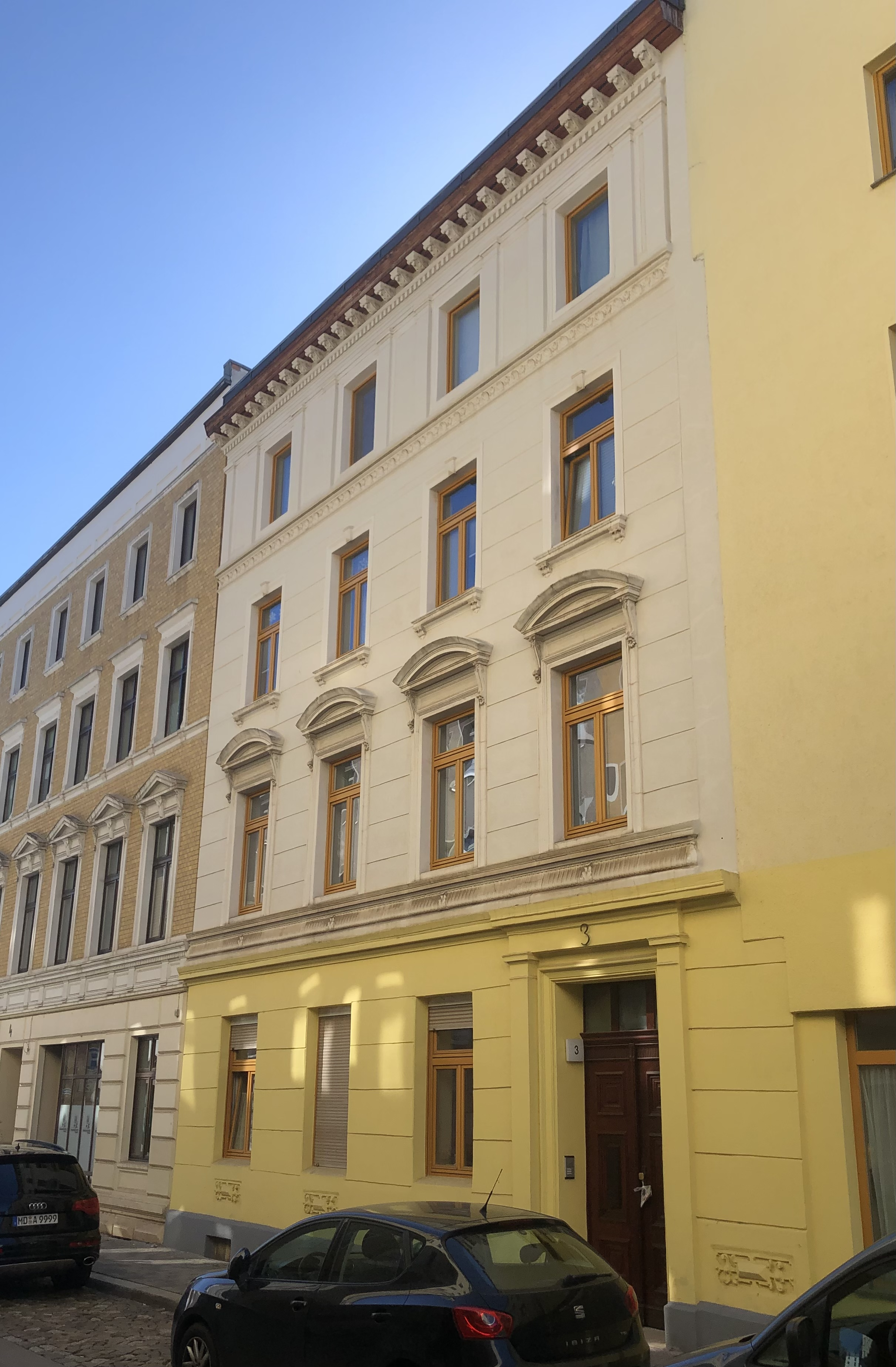
Haus Karl-Schmidt-Straße 3 im Jahr 2022

Das Gebäude Karl-Schmidt-Straße 3 ist ein denkmalgeschütztes Wohnhaus im Magdeburger Stadtteil Buckau in Sachsen-Anhalt.

## Lage
Das Haus befindet sich im nördlichen Teil der Karl-Schmidt-Straße auf deren Westseite. Südlich grenzt das gleichfalls denkmalgeschützte Haus Karl-Schmidt-Straße 4 an.

## Architektur und Geschichte
Der viergeschossige verputzte Bau wurde im Jahr 1878 vom Maurermeister Christian Andreas Schmidt errichtet, der auch Eigentümer des Hauses war. Das vierachsige Gebäude wurde im Stil der Neorenaissance gestaltet, wobei Verzierungen in feiner antikisierender Ausführung zum Einsatz kamen. Die Fassade ist im Erdgeschoss und den ersten beiden Obergeschossen von flachen Putzbändern gegliedert. In den Brüstungsfeldern unterhalb der Fenster des Erdgeschosses wurden zierende Stuckelemente angebracht, die an Beschlagwerk erinnern. Die Fensteröffnungen des ersten Obergeschosses sind mit Verdachungen in Form von Segmentbögen versehen. Oberhalb des Erdgeschosses findet sich ein breites Sohlbankgesims, oberhalb des zweiten Obergeschosses ein schmales Palmettenfries. Das Dach ruht auf einem mit Zahnschnitt versehenem Konsolen-Kranzgesims.
Im örtlichen Denkmalverzeichnis ist das Wohnhaus unter der Erfassungsnummer 094 17830  als Baudenkmal verzeichnet.
Das Gebäude gilt als Beispiel für ein Mietswohnhaus mit einfachem bis mittleren Standard aus der Gründerzeit im zum Industrieort heranwachsenden Buckau und ist städtebaulich in dem engen Straßenzug relevant.